# Travis Fimmel
Travis Fimmel (Echuca, 15 de julho de 1979) é um ator e modelo australiano. É conhecido por interpretar o lendário guerreiro viking Ragnar Lothbrok na série Vikings. Estrelou também o live-action de Warcraft (2016), Dreamland (2020), Raised by Wolves (2020) de Ridley Scott, e mais recentemente a série Dune: Prophecy (2024).

## Biografia

### Início da vida e carreira
Fimmel nasceu na Austrália, perto da pequena cidade de Echuca, entre as cidades de Melbourne e Sydney. Ele foi criado em uma fazenda de 5500 hectares em Lockington. É o mais novo dos três irmãos, filho de Jennie, uma enfermeira, e Chris, um fazendeiro de gado, ele possui ascendência alemã e britânica. Fimmel mudou-se para Melbourne no final da adolescência para jogar futebol profissionalmente no AFL Football Club St Kilda, mas uma perna partida afastou-o antes da temporada começar. Ele foi aceito na Universidade de Melbourne para estudar arquitetura comercial e de engenharia, mas trancou a matrícula para viajar para o exterior.
Trabalhou como bartender, em Londres, mas, afirma que tomou mais cerveja do que vendeu. Foi no bar que ele conheceu, David Seltzer. David viu uma faísca em Travis e sugeriu que ele se mudar para os Estados Unidos para tornar-se um ator e desenvolver o seu talento. Facilmente atraído pelas artes, não demorou muito para que Travis mudasse para Los Angeles e começasse a estudar atuação.

### Modelagem
A carreira como modelo começou quando ele foi visto por Matthew Anderson, um caçador de talentos da prestigiada agência Models Chadwick, enquanto trabalhava num ginásio no subúrbio de Melbourne Hawthorn.
Fimmel viajou para o exterior e assinou contrato com agência de modelos LA Models,em 2002. Em seguida, ele se tornou o primeiro homem no mundo a garantir um acordo de seis dígitos para modelar exclusivamente para Calvin Klein por um ano. [10] Ele estampou a campanha de fragrância masculina Crave da CK e era modelo das cuecas da marca. Foi relatado que um dos seus cartazes de Londres, teve que ser puxado para baixo depois de reclamações de um clube de auto por estar causando congestionamento do tráfego e acidentes em Rubbernecking, mas Fimmel insiste que a história começou com um rumor espalhado na internet.
Ele foi nomeado um do solteiro mais sexy do mundo pela revista People em 2002 e no momento em que foi considerado como "o modelo masculino mais requisitado no mundo". Alguns jornalistas afirmam que, Fimmel, foi à inspiração para o personagem 'Jerry' Smith Jerrod em Sex and the City.
Fimmel apareceu em várias capas de revistas, incluindo a France's Número Homme and America's TV Guide. Participou em diversos programas TV  top-rating americanos, em 2003, incluindo Jimmy Kimmel Live!, The Sharon Osbourne Show, Live with Regis and Kathie Lee, MTV's Total Request Live e Extra.
Preferindo a ser conhecido por sua atuação em vez de sua modelagem, Fimmel, recusou uma oferta de Austrália Seven Network para ser um juiz convidado na série de TV Make Me a Supermodel.

### Atuação
Fimmel estudou atuação em Hollywood com uma professora renomada Ivana Chubbuck, que, além de Travis, foi mentora de Jake Gyllenhaal, Eva Mendes, Halle Berry, Brad Pitt e Charlize Theron. Apos anos de luta e trabalho duro, Travis, conseguiu papéis de importantes em vários projetos, incluindo, Southern Comfort (com Madeleine Stowe), Restraint (com Stephen Moyer de True Blood), Ivory (com Martin Landau e Peter Stomare), e na série The Beast (com Patrick Swayze). Demorou dois anos até criar coragem e fazer um teste para seu primeiro papel, dizendo que "em parte foi pela vontade de superar seus medos e para deixar ser vulnerável na frente das pessoas". Em 2003, ele conseguiu o papel principal na série, da Warner Bros, Tarzan, na época foi descrita pela CNN como um das "cinco coisas mais quentes que acontecem no entretenimento", ele fez a maior parte de suas cenas de ação.  Além disso, ele apareceu Rock Point (com Lauren Holly), em 2005, no filme, da Fox, Southern Comfort (com Madeleine Stowe e Eric Roberts), em 2006, e The Big Valley (com Richard Dreyfuss e Jessica Lange em 2011).
Travis tem desempenhado uma diversidade de personagens na TV e no cinema. Em 2008, ele interpretou um assassino em Restraint e um playboy em Surfer Dude (com Matthew McConaughey e Woody Harrelson). Em 2010, ele interpretou um cowboy em Pure Country dois: The Gift e um fotógrafo forense no filme de terror, australiano, Needle, co-estrelado por Ben Mendelsohn.  Ele interpretou um talentoso pianista no filme Marfim, um "nervoso, criativo, out-of-the Box" filme independente que foi uma seleção oficial em 2010 Montreal World Film Festival eo Strasbourg International Film Festival. Produzido pelo vencedor do Oscar, Frederickson e co-estrelado por Martin Landau e Peter Stormare, o filme, detalha as vidas atribuladas de pianistas clássicos, como eles enfrentam rivalidade pessoal e profissional durante os seus rigorosos treinamentos. Desempenhou o papel de Helweg, um guarda da prisão insolente e violento,juntamente com Adrien Brody e Forest Whitaker .Inicialmente o papel seria de Elijah Wood que saiu do projeto por razões desconhecidas, assim ,Fimmel, assumiu o papel. O filme é baseado em uma experiência real em que voluntários da Universidade de Stanford, que foi interrompida após a sair do de controle, onde os guardas 'exibiam comportamento sádico e causavam sofrimento "prisioneiros". Ele co-estrelou com Billy Bob Thornton e Eva Longoria, em 2013, o filme de comédia Tem Baytown Outlaws. Exibindo sua propensão para personagens difíceis, Fimmel interpreta o papel principal ,em 2012 ,de Harodim (originalmente chamado de Protocolo de Lázaro), com Peter Fonda ,onde um ex-oficial de inteligência rastreou e interrogou o terrorista mais procurado do mundo, mas toda operação é comprometida por sua vida pessoal .
Em 2009, iniciou sua carreira televisiva na série recebeu, do canal A & E, The Beast, ao lado de Patrick Swayze. Na série, ele, interpretava o agente do FBI, Ellis Dove, parceria com um policial veterano endurecido, de Swayze Charles Barker. Em 2013, Fimmel, conseguiu seu papel mais notório como o personagem principal, na série de televisão Viking, Ragnar Lothbrook, baseado em Ragnar Lothbrook, o lendário herói Viking. A USA Today descreve seu papel como envolvente, enquanto que o Huffington Post chamou de seu "papel de estrela".

## Filmografia

### Filmes
| Ano  | Título                               | Personagem        |
| ---- | ------------------------------------ | ----------------- |
| 2005 | Rocky Point                          | Taj Walters       |
| 2006 | Southern Comfort                     | Bobby             |
| 2008 | Surfer Dude                          | Johnny Doran      |
| 2010 | Pure Country 2: The Gift             | Dale Jordan       |
| 2010 | Ivory                                | Jake              |
| 2010 | The Experiment                       | Helwig            |
| 2011 | Supremacy                            | Garrett Tully     |
| 2011 | Força Oculta                         | Marcus Rutherford |
| 2012 | The Baytown Outlawrs                 | McQueen Oodie     |
| 2012 | Harodim                              | Lazarus Fell      |
| 2015 | Maggie's Plan                        | Guy               |
| 2016 | Overdrive                            |                   |
| 2016 | Warcraft                             | Sir Anduin Lothar |
| 2017 | Lean on Pete                         | Ray Thompson      |
| 2019 | Finding Steve McQueen                | Harry Barber      |
| 2019 | Danger Close: The Battle of Long Tan | Major Harry Smith |
| 2019 | Dreamland                            | George Evans      |
| ASA  | El Tonto                             | ASA               |
| ASA  | Here Are the Young Men               | ASATV Presenter   |
| ASA  | Die in a Gunfight                    | Wayne             |
| 2022 | Bilhete de Fuga                      | Will              |
| 2023 | Missão de Sobrevivência              | Roman Chalmers    |

### Televisão
| Ano       | Título                 | Personagem            | Episódios    |
| --------- | ---------------------- | --------------------- | ------------ |
| 2003      | Tarzan                 | John Clayton / Tarzan | 9 episódios  |
| 2009      | The Beast              | Ellis Dove / Carlson  | 13 episódios |
| 2010      | Chase                  | Mason Boyle           | 2 episódios  |
| 2013-2019 | Vikings                | Ragnar Lothbrok       | 50 episódios |
| 2020      | Raised by Wolves       | Marcus                |              |
| 2022      | That Dirty Black Bag   | Anderson              |              |
| 2023      | Black Snow             | James Cormack         |              |
| 2024      | Garoto Devora Universo | Lyle Orlik            |              |
| 2024      | Dune: Prophecy         | Desmond Hart          |              |

### Vídeo Games
| Ano  | Título   | Personagem |
| ---- | -------- | ---------- |
| 2015 | Warcraft | Lothar     |

## Prêmios e indicações
| Data | Indicação               | Categoria          | Resultado | Obra    |
| ---- | ----------------------- | ------------------ | --------- | ------- |
| 2013 | IGN Summer Movie Awards | Melhor Herói da TV | Nomeado   | Vikings |